# Iglesia del Espíritu Santo (París)
La iglesia del Espíritu Santo (en francés: église du Saint-Esprit) es una iglesia católica situada en el Distrito XII de París (Francia).

## Historia
La población en la zona oriental del Distrito XII había crecido vertiginosamente desde 1860, creando la necesidad de una gran iglesia. En 1927 el arzobispo, el cardenal Dubois, y su adjunto, monseñor Crépin, compraron la parcela triangular que ocupa actualmente la iglesia, situada entre la Avenue Daumesnil y la Rue Claude Decaen.
La iglesia del Espíritu Santo fue construida entre 1928 y 1935. La cripta fue inaugurada en 1929 y sirvió como capilla mientras se construía la parte superior de la iglesia. Sin embargo, las obras avanzaban lentamente debido a la falta de financiación. Cuando el cardenal Dubois falleció en 1929, fue sustituido por el obispo Verdier, que retomó las obras en 1932. Su busto se encuentra sobre la puerta principal.
La decoración interior de la iglesia fue declarada monumento histórico de Francia por el Ministerio de Cultura el 17 de agosto de 1979. Todo el edificio fue designado monumento histórico en 1992.

## Arquitectura

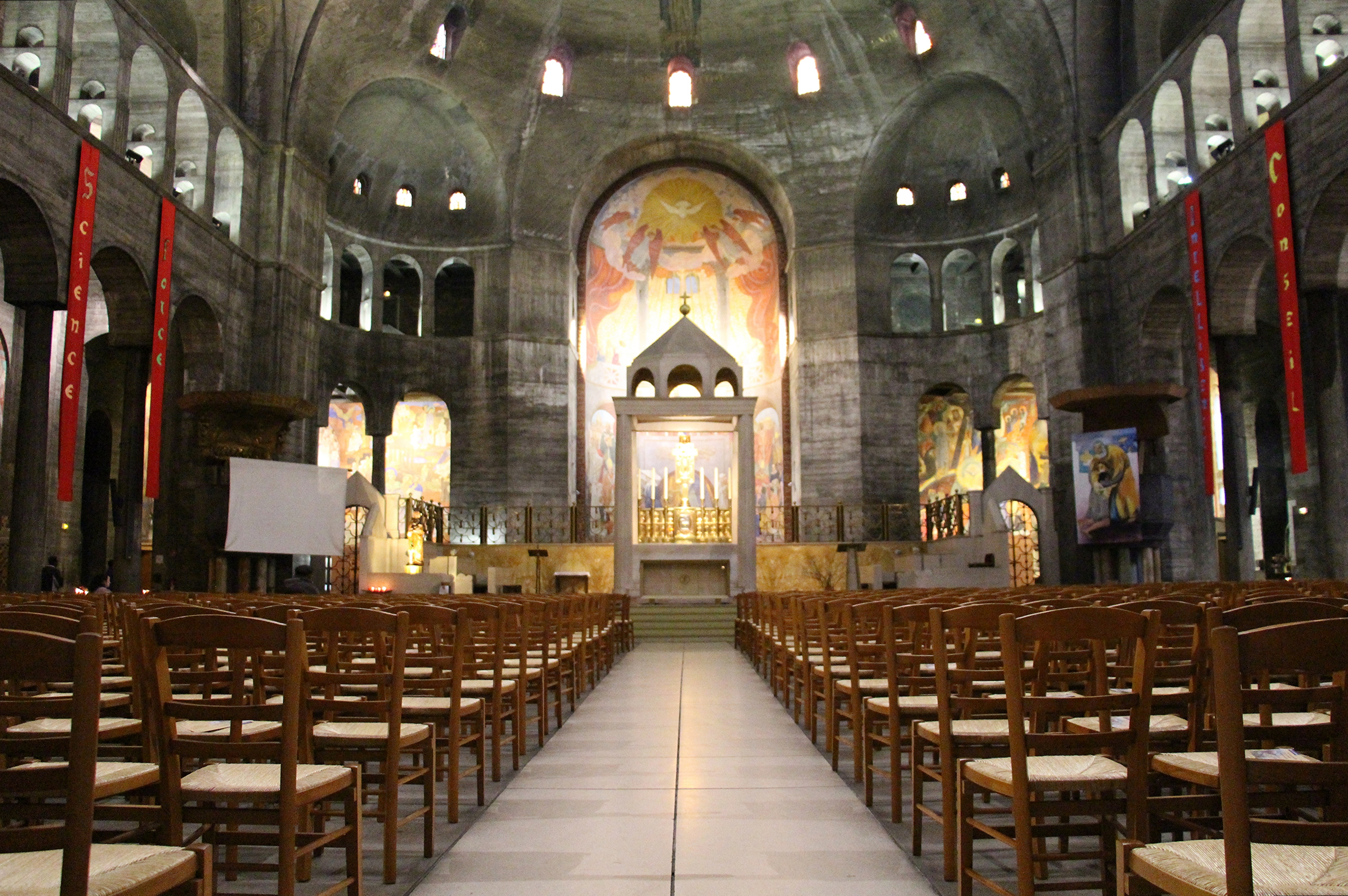
La nave de la iglesia, con su altar y ciborio.

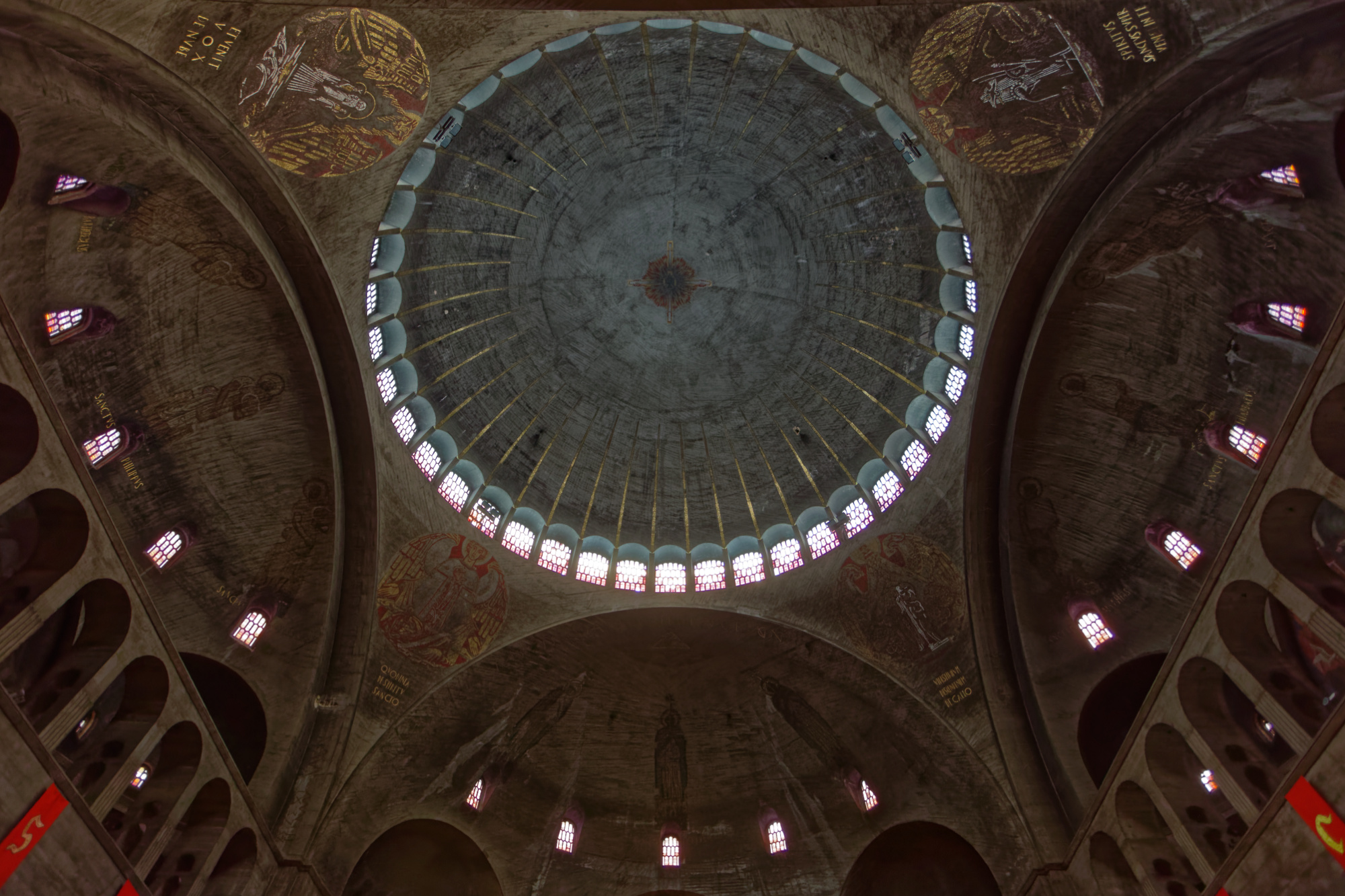
La cúpula.

La arquitectura de la iglesia —con su mezcla de influencias bizantinas y hormigón armado— es «absolutamente única». Su arquitecto, Paul Tournon, la diseñó y construyó siguiendo un proyecto inspirado en la basílica de Santa Sofía de Estambul.
La iglesia tiene una gran cúpula de 22 metros de diámetro que alcanza una altura de 33 metros sobre el nivel del suelo. El uso de hormigón armado para los soportes verticales y la cúpula fue una importante hazaña técnica en el momento de su construcción. La cúpula fue diseñada para que permitiera que entrara la luz a través de una hilera de aperturas en su base. No obstante, algunos expertos sostienen que la oscuridad del interior interfiere con la apreciación de la rica decoración. El hormigón armado del exterior está revestido con ladrillos rojos de Borgoña.

## Interior

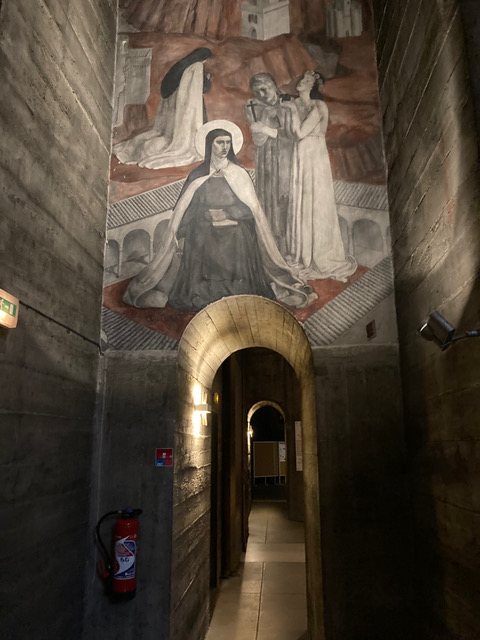
Fresco sobre la puerta.

El interior fue decorado elaboradamente con frescos, mosaicos, esculturas y vidrieras por los artistas de Ateliers d'Art Sacré, una asociación de artistas católicos dedicados a crear arte al servicio de Dios. El interior es en general oscuro, lo que le da a la iglesia su ambiente único. La decoración ilustra la historia de la Iglesia peregrina y de la Iglesia triunfante desde Pentecostés hasta el siglo xx. Uno de sus temas principales es la influencia del Espíritu Santo en la historia de la humanidad.
Los frescos están organizados cronológicamente en siete periodos:
1. Pentecostés, incluida la intercesión de la Virgen María y el descenso del Espíritu Santo sobre los apóstoles.
2. Los siglos i al iv, incluido el martirio de san Pedro y la visión de san Juan del Apocalipsis.
3. Los siglos v al xi, incluido el bautismo de Clodoveo I y la definición por parte del papa Gregorio I de las reglas del canto gregoriano.
4. Los siglos xii y xiii, incluida la fundación de los monasterios cistercienses por Bernardo de Claraval y la construcción de las primeras catedrales góticas.
5. Los siglos xiv y xv, incluida una imagen de Catalina de Siena delante del palacio papal de Aviñón y de los precursores del Renacimiento.
6. Los siglos xvi al xviii, incluido Enrique IV con el Edicto de Nantes, que supuso un paso adelante para la tolerancia religiosa y puso fin a las guerras de religión en Francia.
7. Los siglos xix y xx, incluida una imagen del Espíritu Santo supervisando las obras de la Sagrada Familia.[6]

La mayor parte de los frescos fueron pintados sobre cemento húmedo y no se podían corregir los fallos en caso de que se cometieran. Para aumentar la unidad de la decoración interior, el arquitecto impuso una altura estándar para la representación de todos los personajes principales y el rojo como color de todos los fondos.
Los murales y frescos fueron obra, entre otros, de Maurice Denis, George Desvallières, Robert Poughéon, Nicolas Untersteller y Elizabeth Branly. Carlo Sarrabezolles esculpió las estatuas y las vidrieras son obra de Louis Barillet, Paul Louzier y Jean Herbert-Stevens. Por último, Raymond Subes se encargó de la metalistería y Marcel Imbs realizó los mosaicos y vidrieras de la cripta.